# Impost sobre els Béns Immobles (Espanya)
L'Impost sobre els Béns Immobles (IBI) és un impost corresponent al sistema tributari local d'Espanya de caràcter obligatori, que grava el valor de la titularitat dominical i altres drets reals que recaiguin sobre béns immobles localitzats en el municipi que recapta el tribut. És el principal recurs impositiu de les hisendes municipals.
A vegades és conegut com a contribució, aquesta en va ser la seva denominació oficial fins al 1989.

## Història
L'IBI va unificar uns impostos que existien abans a la Llei 39/1988, reguladora de les Hisendes Locals (LRHL).
El tribut precedent principal eren les Contribucions Territorials Rústica i Pecuaria i Urbana, un tribut estatal que atribuïa una participació en els municipis. El Text Refòs de les Disposicions legals vigents en matèria de Règim Local el va transferir als ens locals com a impostos municipals que gravaven la renta (real o potencial) dels immobles (arts. 232 i 252). Altres precedents eren l'Impost Municipal sobre Solars, que volia estimular l'edificació dels solars i l'Impost sobre Despeses Suntuàries, que s'imposava a les vivendes de més de 10 milions de pessetes i vedats de caça.
Actualment, l'IBI és una font de finançament municipal molt important perquè implica més de la meitat dels recursos financers d'aquests.

## Característiques
Es tracta d'un impost directe sobre el patrimoni, i el seu caràcter real es dedueix del gravamen que fa sobre la titularitat dels immobles o sobre els drets que recaiguin en els immobles, independentment de qui ostenti aquesta titularitat. Té, a més, caràcter objectiu, derivat d'una quantificació de la càrrega tributària que atén exclusivament al valor de l'objecte, i no pas a les circumstàncies dels subjectes passius. L'IBI grava així i tot indirectament sobre la renda. La Disposició Addicional 3ª de la LRHL estableix que sobre l'Impost sobre la Renda de les Persones Físiques es dedueixen les quotes i recàrrecs, excepte el de constrenyiment, produït per l'IBI.
Per a fixar els valors cadastrals dels immobles (que són els béns subjectes d'aquest impost), la LRHL estableix els criteris per diferenciar entre béns urbans i béns rústics. La base imposable és el valor cadastral que està determinat pel valor de mercat, el qual implica que fluctue en el temps.
Estan exemptes les propietats de l'estat central, de les comunitats autònomes, dels ens locals, de la Creu Roja, de l'Església Catòlica, dels governs estrangers, de les línies de ferrocarril, dels monuments, dels jardins històrics amb caràcter cultural, dels béns urbans de base imposable inferior a determinat valor pecunari i dels béns rústics amb base imposable inferior a determinat valor pecuniari.